# 紅旗 (自動車)
紅旗（こうき、ホンチー、Hongqi）は、中国の自動車メーカー第一汽車が生産する高級車ブランドである。

## 歴史

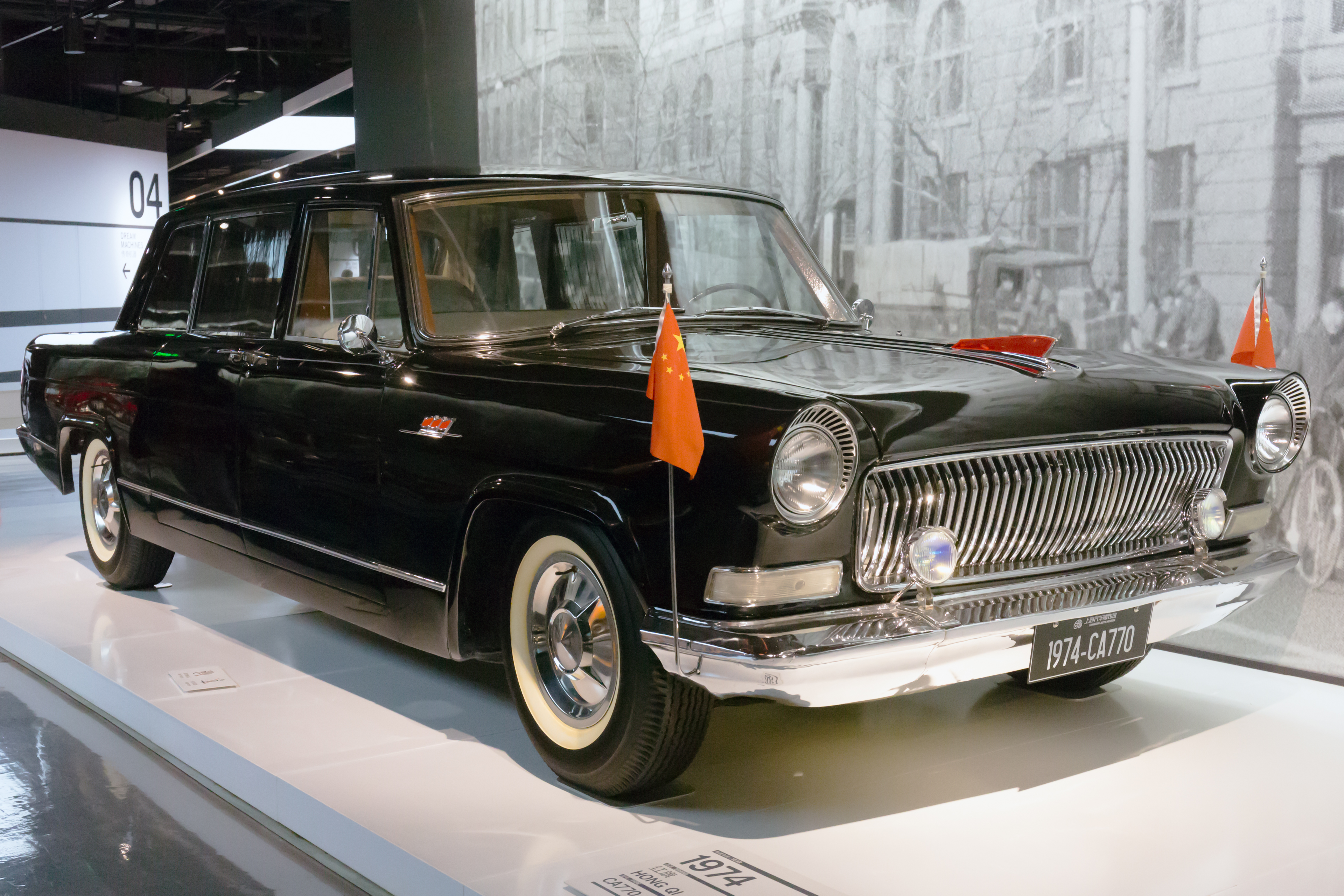
クライスラーのインペリアルがベースの、紅旗・CA770

1958年に中国共産党中央委員会主席である毛沢東の自力更生路線による国産自動車ブランドとして設立された。同年8月1日に中国共産党と中華人民共和国政府の指導者専用車として最初のモデルであるCA72を開発し、1963年に発表したCA770は1981年まで生産された。1964年に行政区の、1965年に国の指導者の公式車両に指定され、1965年にリムジンのCA770を発表し、1969年に同車の防弾車CA772が発表される。1972年に訪中したアメリカ合衆国大統領リチャード・ニクソンが中南海まで乗ったことで世界的に認知されるようになった。CA772は友好国カンボジアのシアヌーク、北朝鮮の金日成、ベトナムのホーチミンにも贈られた。
1998年11月10日、リンカーン・タウンカーをベースとする「紅旗・CA7460（旗艦）」を発表し、トヨタ自動車と提携してフォードとの協力関係が解消される2005年まで生産された。
2006年11月16日、トヨタ・クラウンマジェスタをベースとするHQ3が発表された。
2009年、中国建国60周年記念式典に向けた胡錦涛総書記専用のHQEが発表された。
2009年12月に習近平国家副主席が日本を訪問時に、第一汽車向けに安川電機が開発した産業用ロボットによる紅旗の組立工程が披露された。
2012年4月23日にトヨタ・クラウンをベースとするH7が発表され、中央政府及び地方政府幹部の公用車となった。
2015年9月に開催された中国人民抗日戦争・世界反ファシズム戦争勝利70周年記念式典では、H7にエスコートされる形で習近平総書記が乗った最上級モデルのCA7600Jが登場した。また、同年にベラルーシの軍事パレードの観閲用にL5が初めて海外に輸出された。
2018年9月、ファントムなどで有名なロールス・ロイスのチーフデザイナーだったジャイルズ・テーラーが第一汽車の副社長および紅旗の設計責任者に就任した。また、同年の米中貿易戦争の影響で起きた愛国主義・ナショナリズムに押されて販売台数を伸ばした。
2019年に年間生産台数が10万台になったことを踏まえ、2020年以降、紅旗のラインアップを4シリーズ21車種に拡大すると表明。2030年には80万-100万台の突破を目指している。
2023年11月の習近平総書記によるアメリカ合衆国訪問に際して、L5をベースにしたと見られるN701がアメリカに輸送され、習の移動に用いられた。

## 日本での展開
2021年2月から日本に展開し始めた。同年12月19日、日本初となるショールーム「紅旗エクスペリエンスセンター」が大阪・なんばに誕生した。

## 車種一覧

### 現行

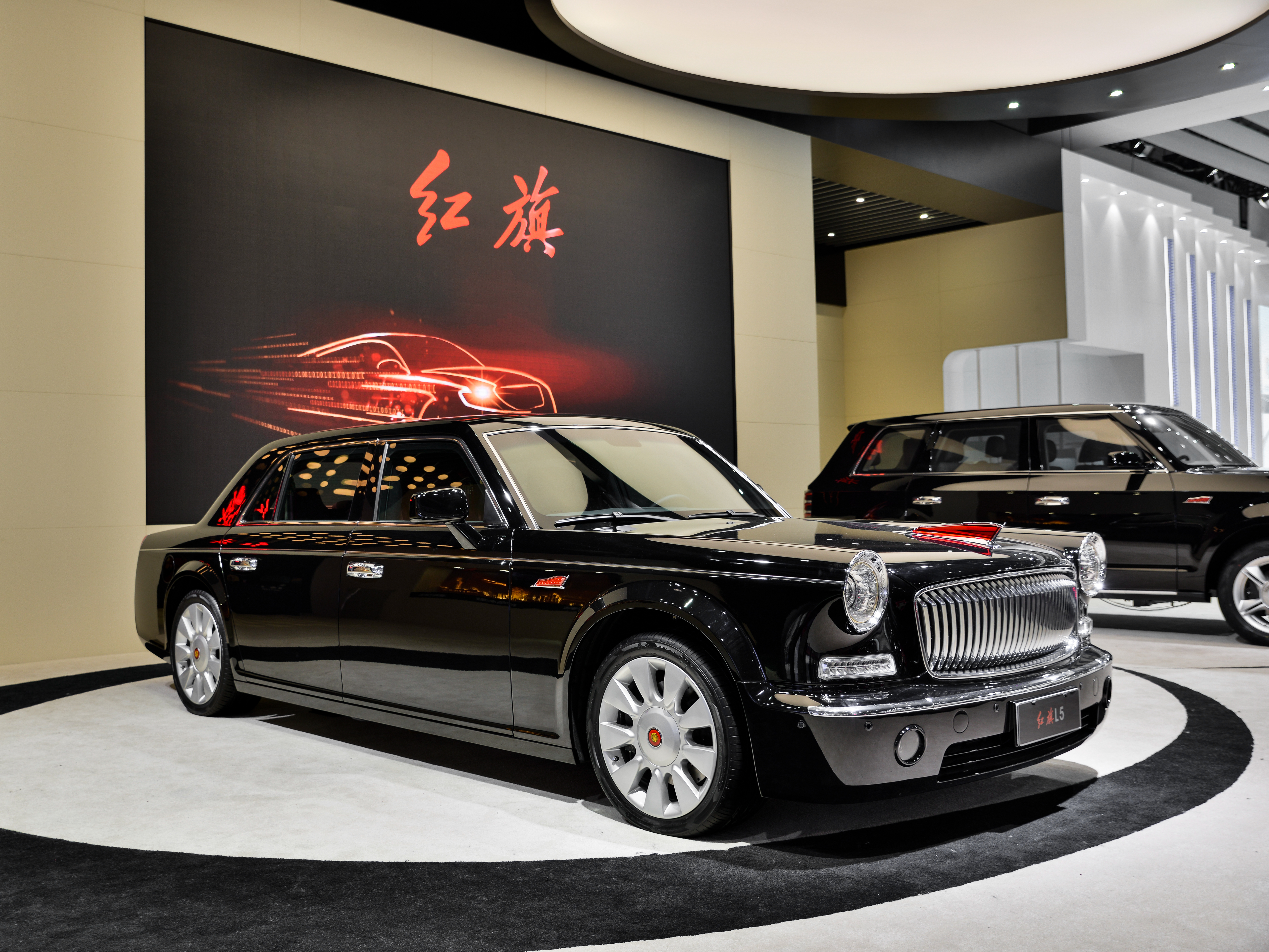
紅旗・L5 (2014年)

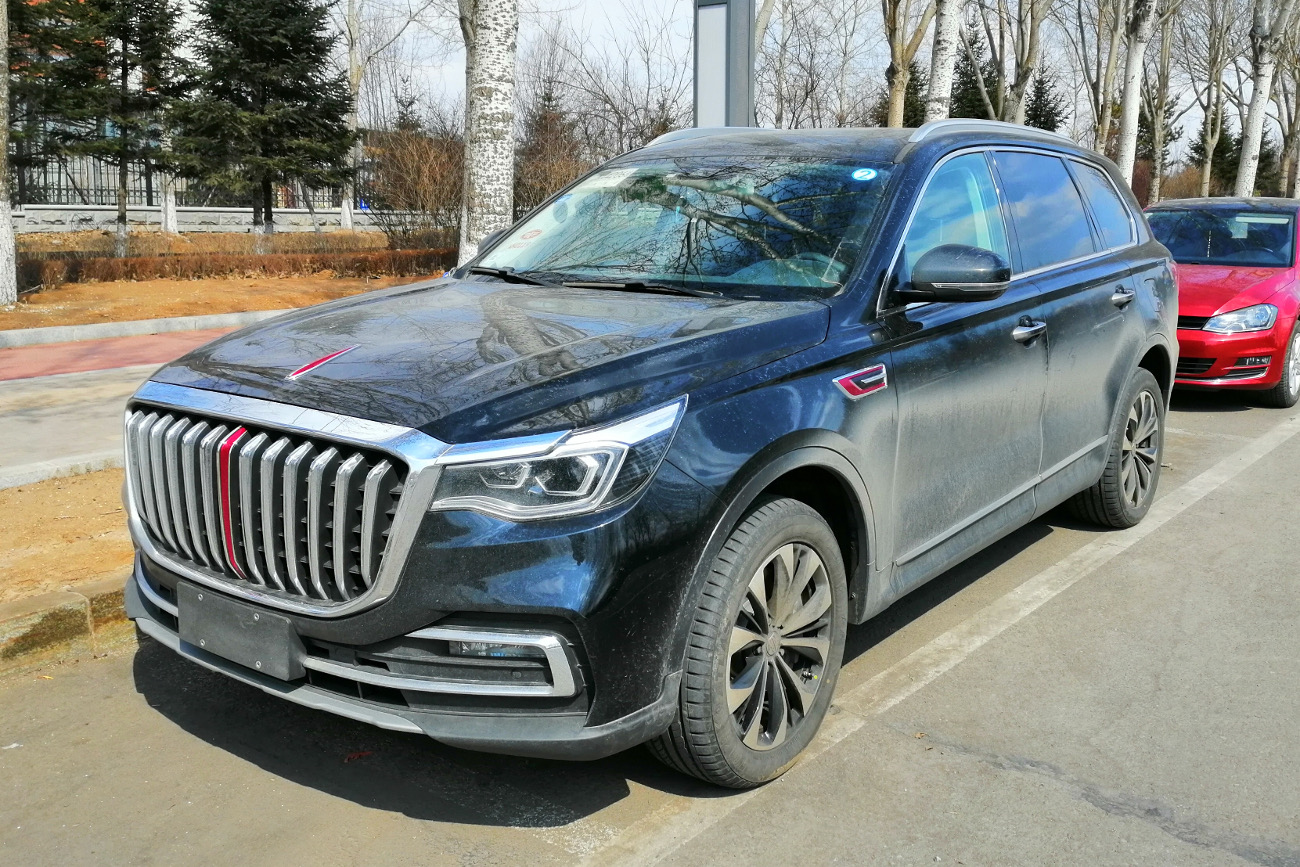
紅旗・HS7 (2019年)

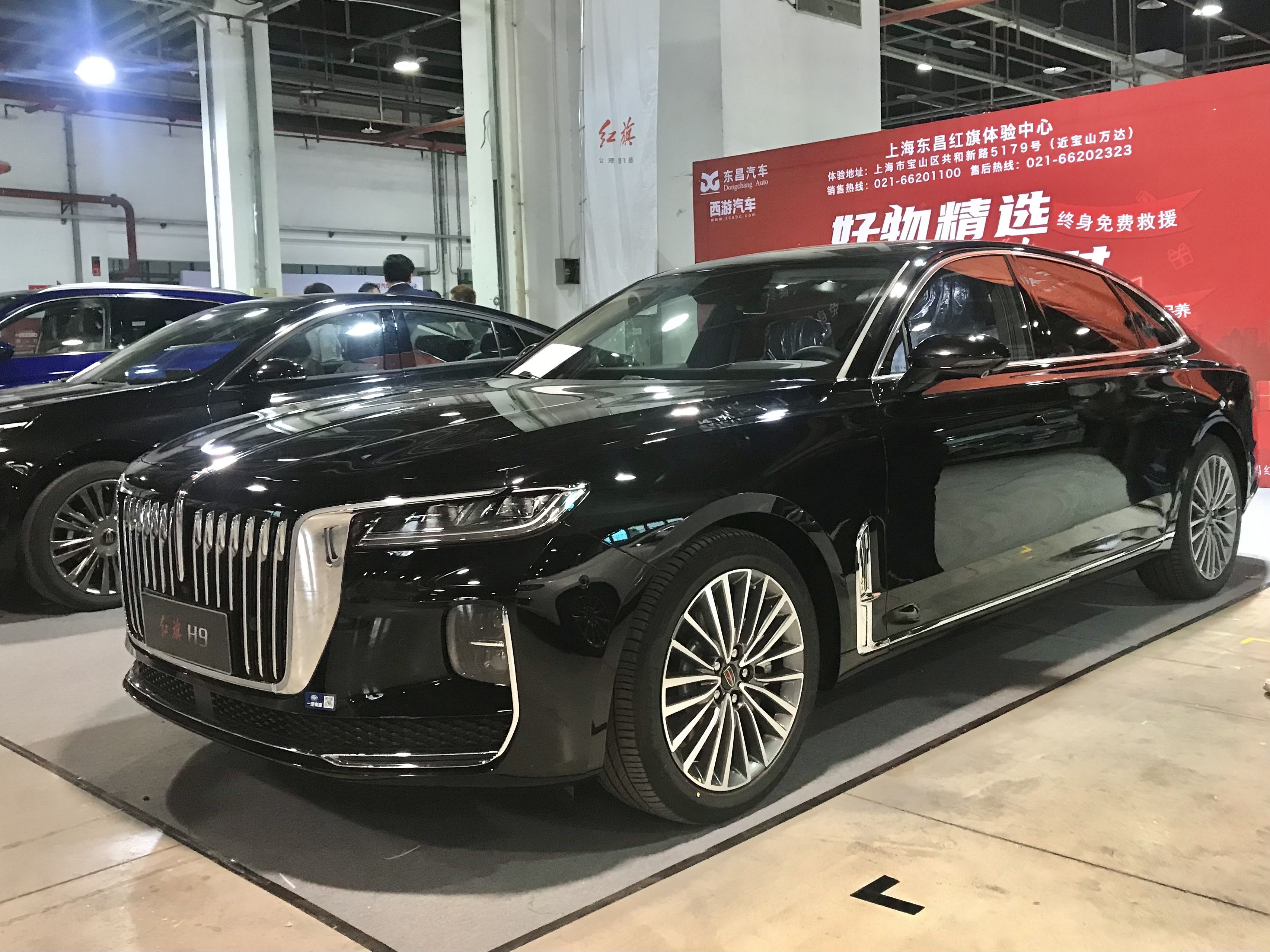
紅旗・H9 (2020年)

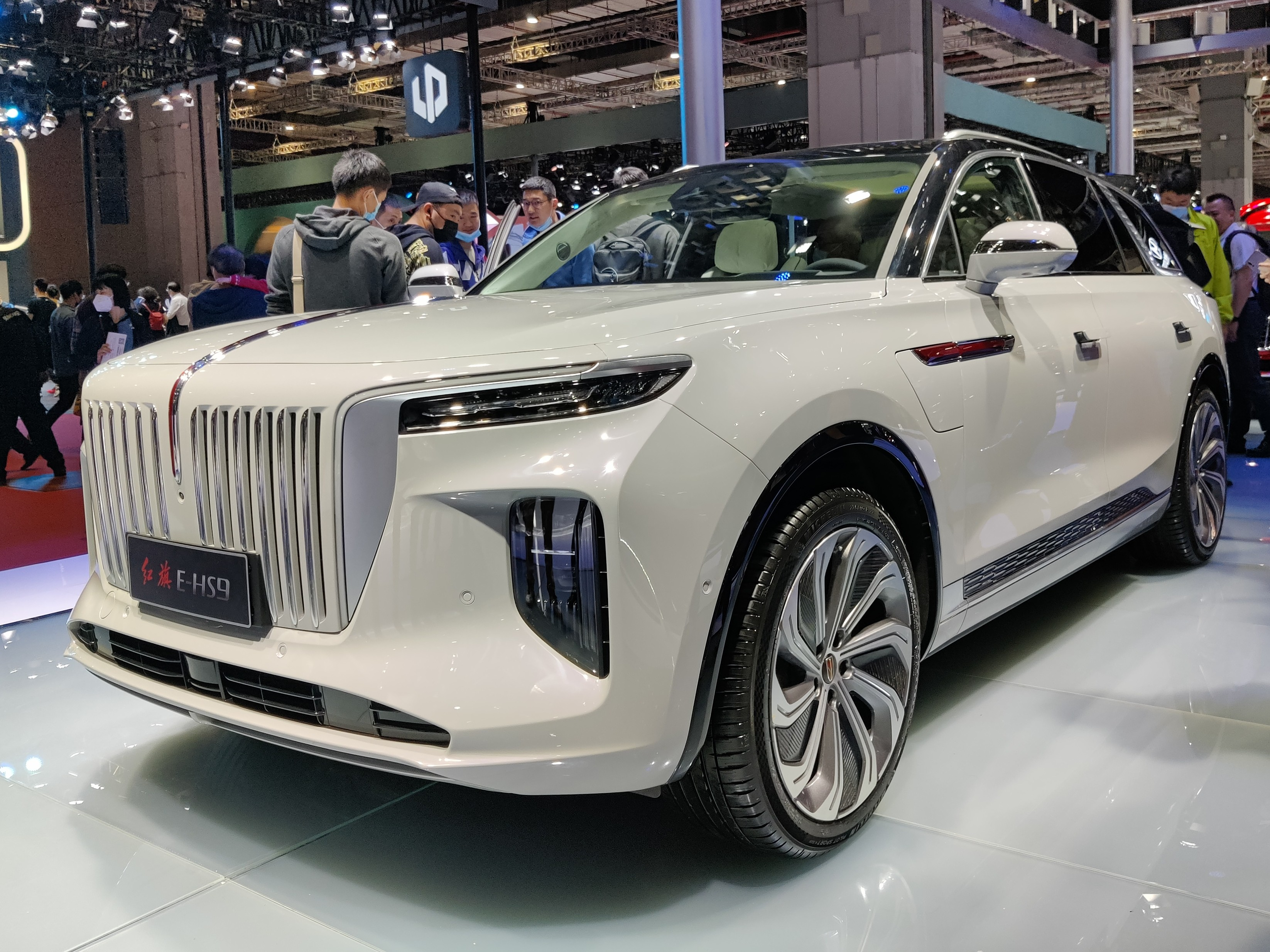
紅旗・E-HS9 (2020年)

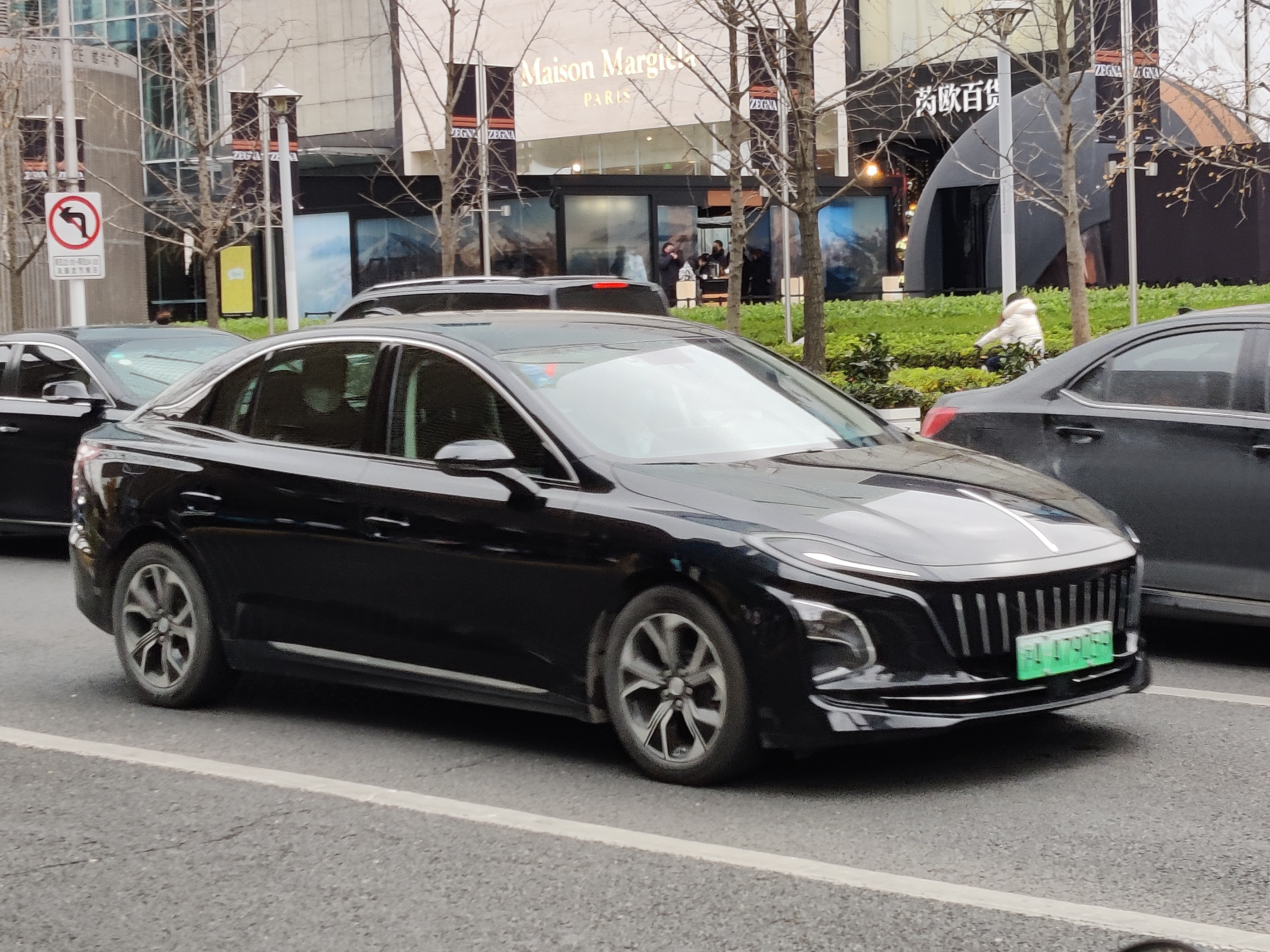
紅旗・E-QM5 (2021年)

- HQE（2009年 - 現在） - 2005年上海モーターショーで出展されたコンセプトカー「HQD」の市販化
- L7（2013年 - 現在）
- L9（2013年 - 現在）
- L5（国礼）（2014年 - 現在）
- H5（2018年 - 現在） - 2016年北京モーターショーで出展されたコンセプトカー「B-CONCEPT」の市販化。初代モデル（2018年 - 2022年）のベースはマツダ・アテンザ（3代目（2012年 - 2024年））
- HS5（2019年 - 現在） - 2017年上海モーターショーで出展されたコンセプトカー「U-CONCEPT」の市販化
- HS7（2019年 - 現在）
- H9（2020年 - 現在） - 2018年北京モーターショーで出展されたコンセプトカー「E境」の市販化
- E-HS9（2020年 - 現在） - 2019年フランクフルトモーターショーで出展されたコンセプトカー「E115」の市販化
- E-QM5（2021年 - 現在）
- LS7（国耀）（2022年 - 現在）
- HQ9（2022年 - 現在） - 2022年8月に世界初公開された、紅旗初のミニバン
- H6（2023年 - 現在）
- HS3（2023年 - 現在）
- QM7（国悦）（2024年 - 現在）
- L1（国雅）（2024年 - 現在）
- EH7（2024年 - 現在）
- EHS7（2024年 - 現在）

### 過去の生産車種
- CA72（1958年 - 1965年）

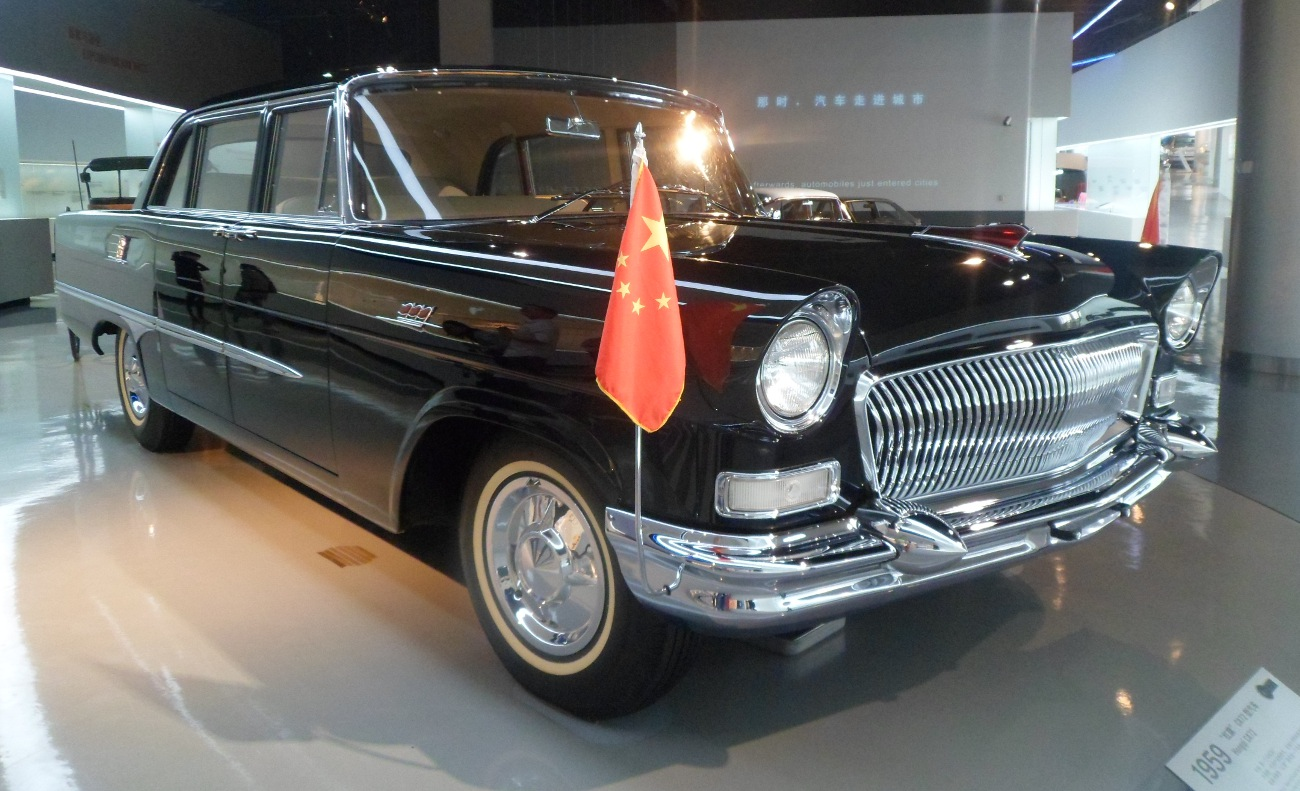
紅旗・CA72 (1959年)

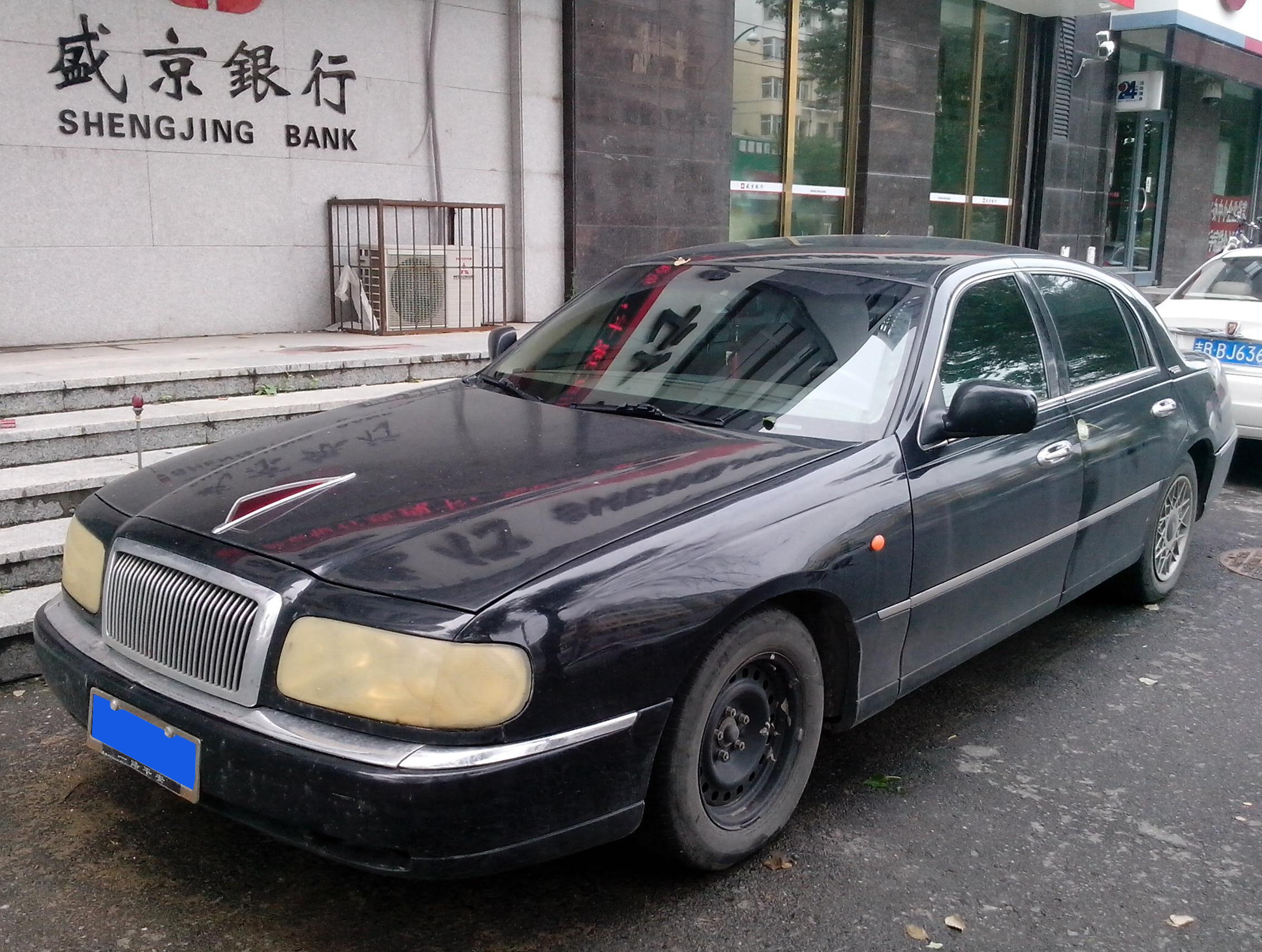
紅旗・CA7460 (1998年)

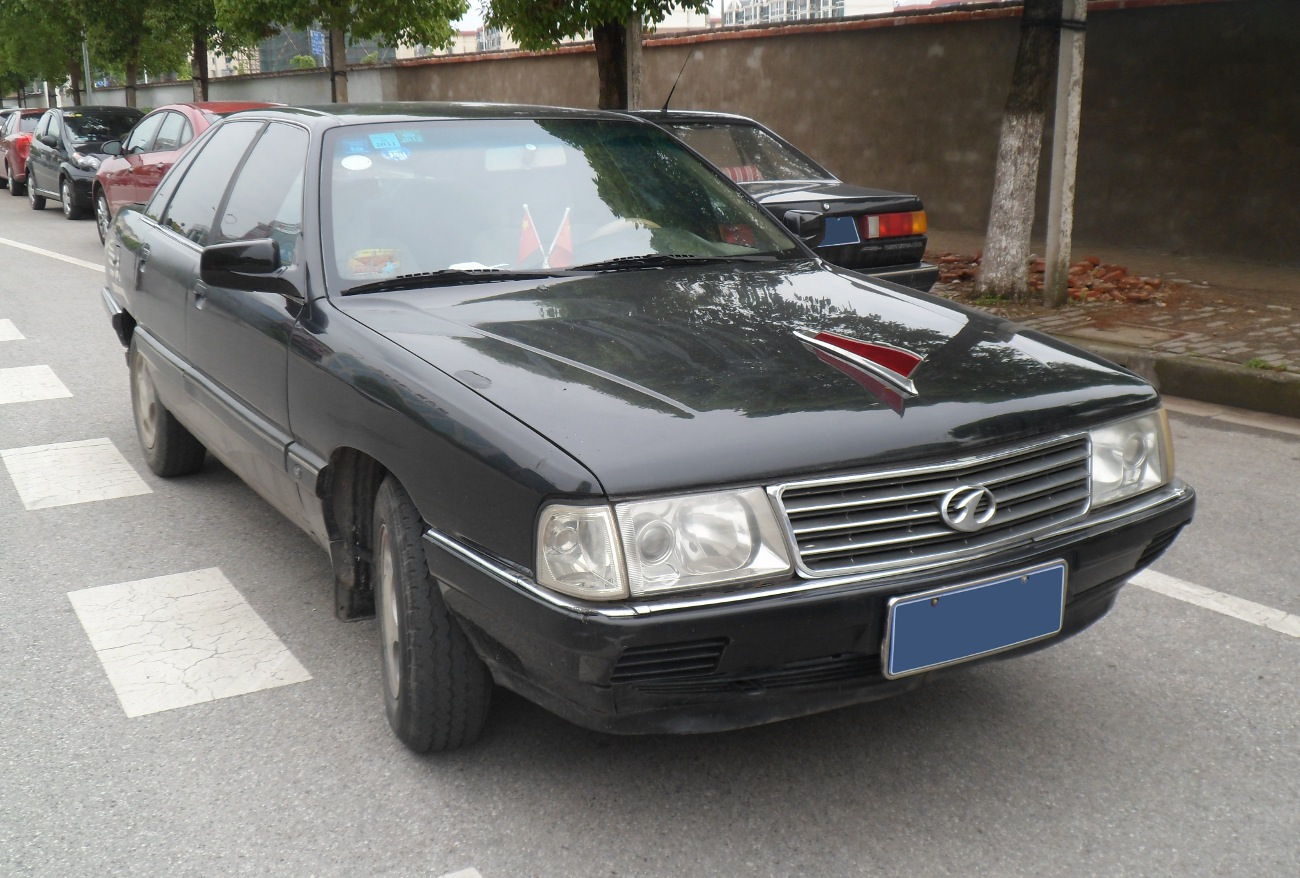
紅旗・明仕(2001年)

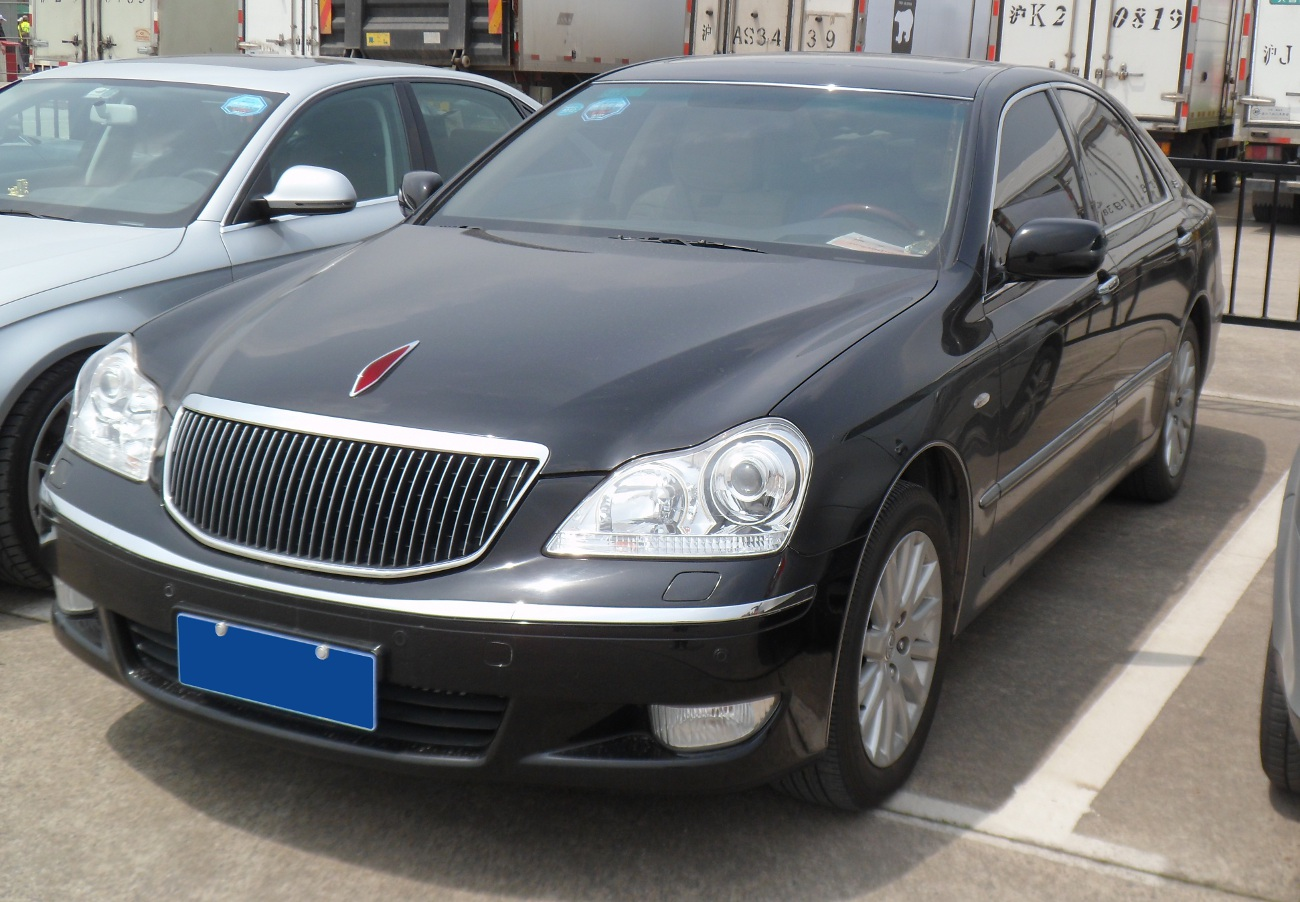
紅旗・HQ3 (2006年)

- CA770（1966年 - 1981年） - ベースはクライスラーのインペリアル[1]
- CA630（1980年 - 1987年）
- CA7560（1992年 - 1995年）
- CA7221L（1993年 - 1996年） - ベースはアウディ・100（3代目（1982年 - 1990年））
- CA1021U3（1993年 - 1998年） - ベースはアウディ・100（3代目（1982年 - 1990年））
- CA7465C8（1995年 - 1997年） - ベースはリンカーン・タウンカー（2代目（1990年 - 1997年））
- CA7200（1996年 - 2004年） - ベースはアウディ・100（3代目（1982年 - 1990年））
- CA5020XJB（1996年 - 2005年） - ベースはアウディ・100（3代目（1982年 - 1990年））
- CA7460（旗艦）（1998年 - 2005年） - ベースはリンカーン・タウンカー（3代目（1998年 - 2011年））
- 世紀星（2000年 - 2006年） - ベースはアウディ・100（3代目（1982年 - 1990年））
- 明仕（2001年 - 2003年） - ベースはアウディ・100（3代目（1982年 - 1990年））
- HQ3（盛世）（2006年 - 2011年） - ベースはトヨタ・クラウンマジェスタ（4代目（2004年 - 2009年））
- H7（2014年 - 2022年） - ベースはトヨタ・クラウンマジェスタ（5代目（2009年 - 2013年））
- E-HS3（2019年 - 2023年）
- 新星 - ベースはアウディ・100（3代目（1982年 - 1990年））

### コンセプトカー
- HQD（2005年）
- SUV（2008年）

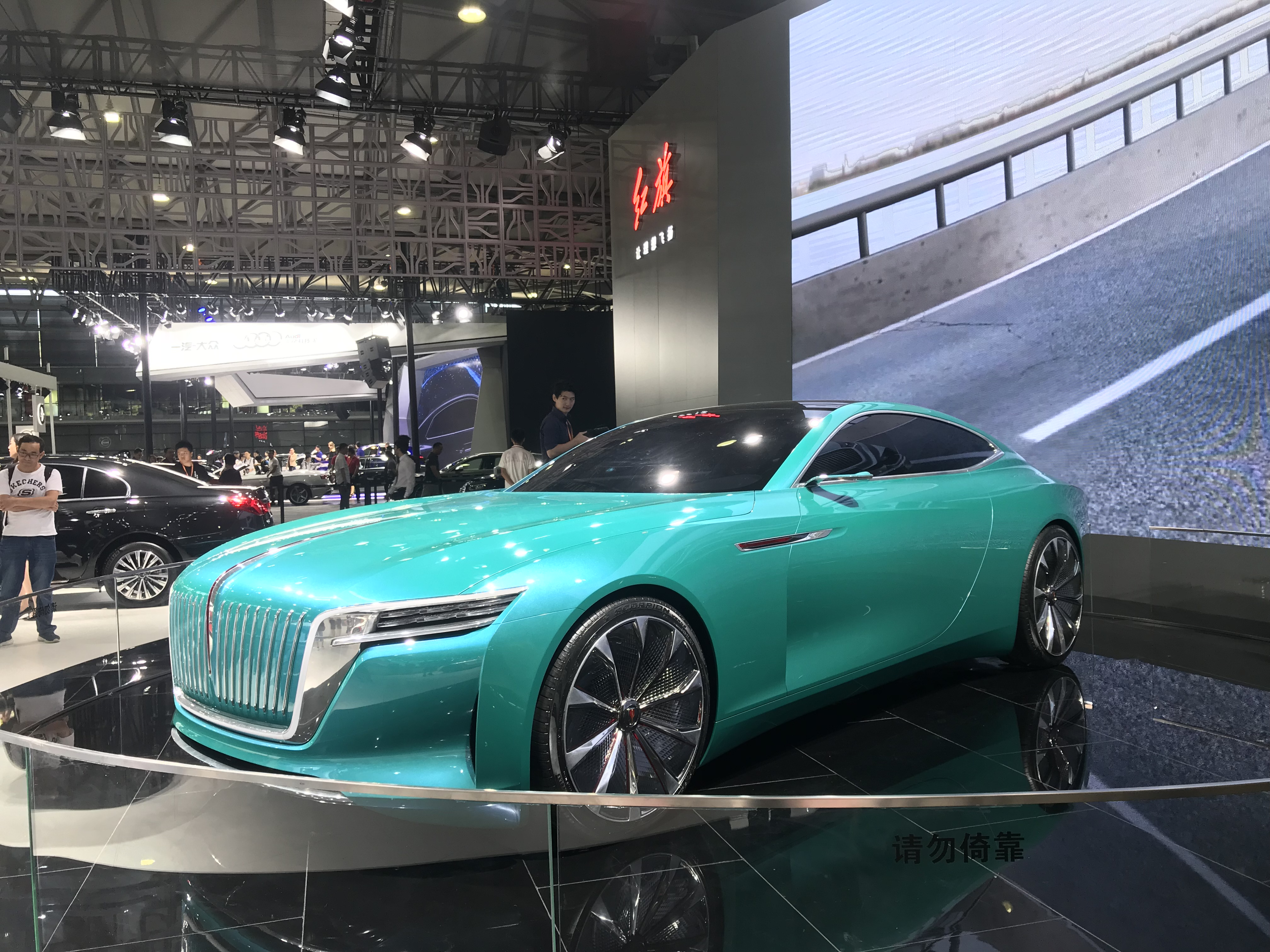
紅旗・コンセプト・クーペ(2018年)

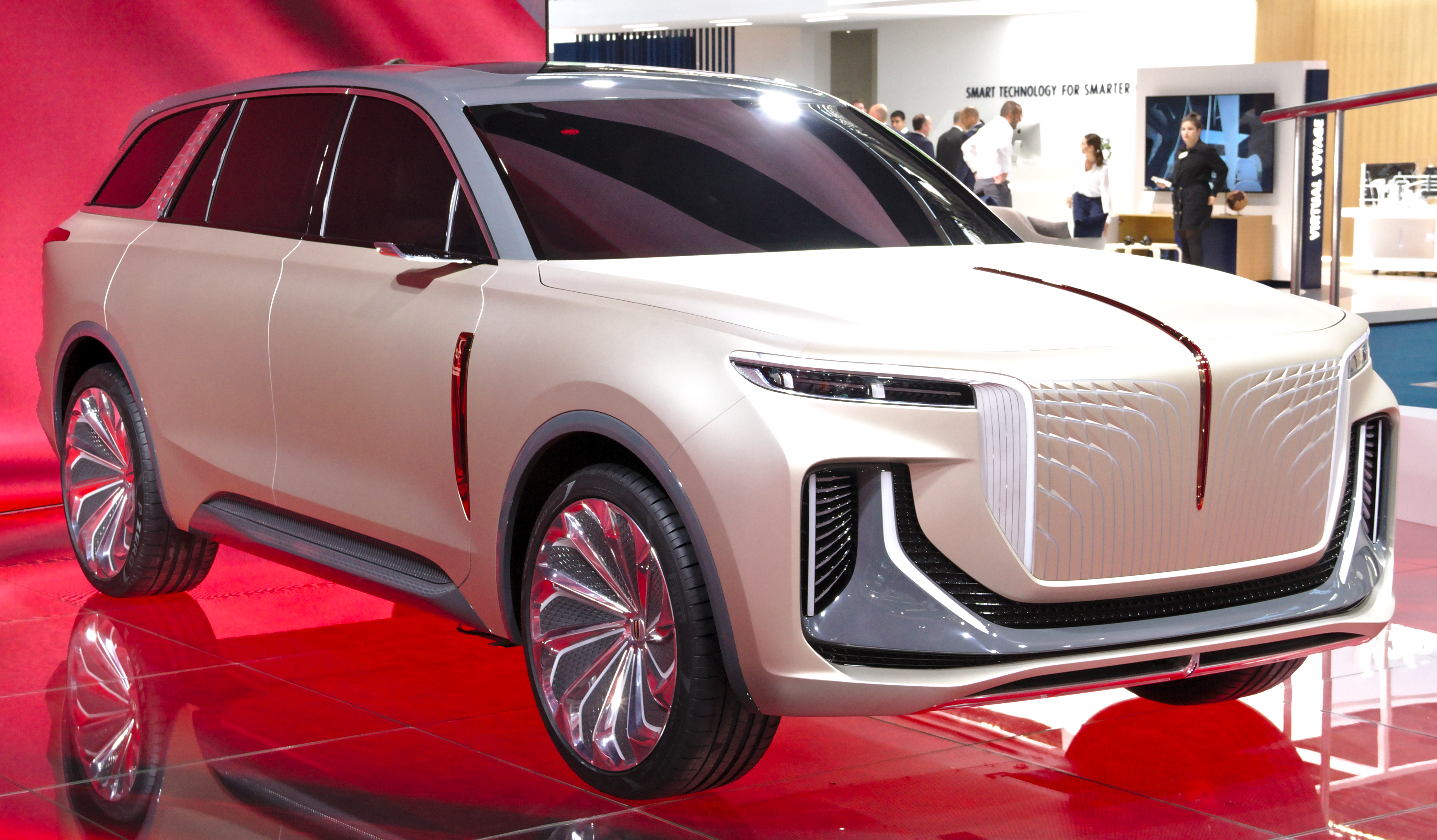
紅旗・E115（2019年）

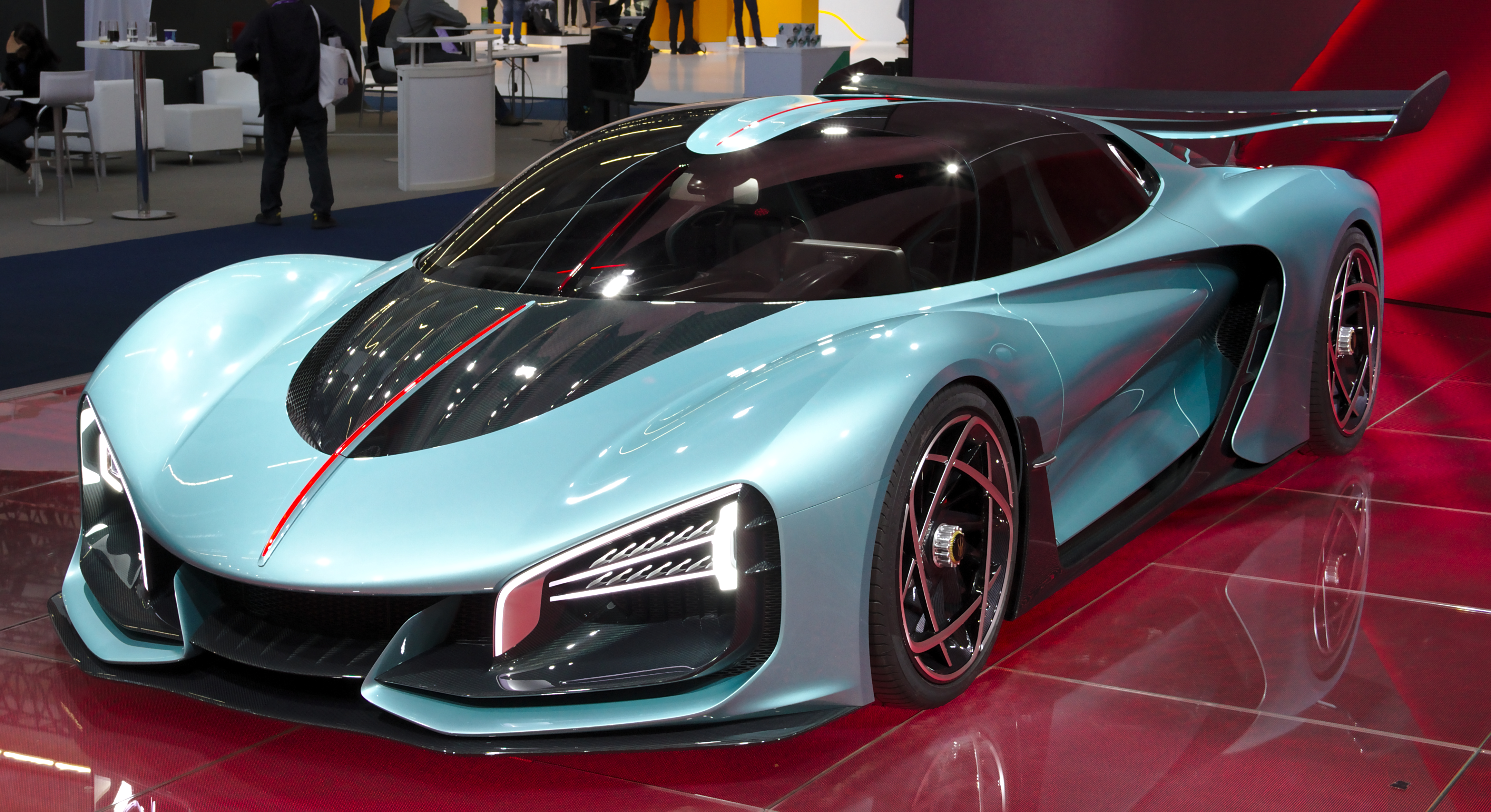
紅旗・S9（2019年）

- LS5（2015年） - ベースはトヨタ・ランドクルーザー（200系（2007年 - 2021年））
- B-CONCEPT（2016年）
- U-CONCEPT（2017年）
- E境（2018年）
- S9（2019年）
- E115（2019年）
- EV-CONCEPT（2021年）
- L-CONCEPT（2021年）
- E-LS（2022年）